# 관광시민
관광시민은 관광과 관련하여 새롭게 정의한 용어로 기존 개념의 확장을 위해 정의한다.

## 정의
- 서울시와 서울관광재단이 서울관광의 지속가능한 발전을 위해 재정의한 미래 관광의 새로운 개념 중 하나
- 외래관광객에 집중되어 있던 서울관광재단의 역할을 확대하고자 외국인 관광객 뿐 아니라
 서울을 방문하는 내국인, 이들을 맞이하는 서울시민을 모두 포함하여 고객의 범위를 확장하고  관광시민이라 정의함. 
내외국인 방문객과 지역주민을 모두 배려하는 미래관광의 확대된 고객을 의미함